# شبکه غذایی دریایی
در مقایسه با محیط‌های خشکی، محیط‌های دریایی دارای هرم‌های زیست‌تودهای هستند که دارای پایه وارونه هستند. به‌طور خاص، زیست‌توده مصرف‌کنندگان (سرپایان، کریل، میگو، ممزو ص.ر و ماهی غذایاب) بزرگتر از زیست‌توده تولیدکنندگان اولیه است. این اتفاق رخ می‌دهد زیرا تولیدکنندگان اولیه اقیانوس‌ها فیتوپلانکتون‌های کوچکی هستند که به سرعت رشد می‌کنند و تکثیر می‌شوند؛ بنابراین یک توده کوچک می‌تواند سرعت تولید اولیه سریعی داشته باشد. در مقابل، بسیاری از تولیدکنندگان اولیه مهم خشکی، مانند جنگل‌های بالغ، به کندی رشد و تولیدمثل می‌کنند؛ بنابراین برای دستیابی به همان نرخ تولید اولیه، توده بزرگ‌تری مورد نیاز است.

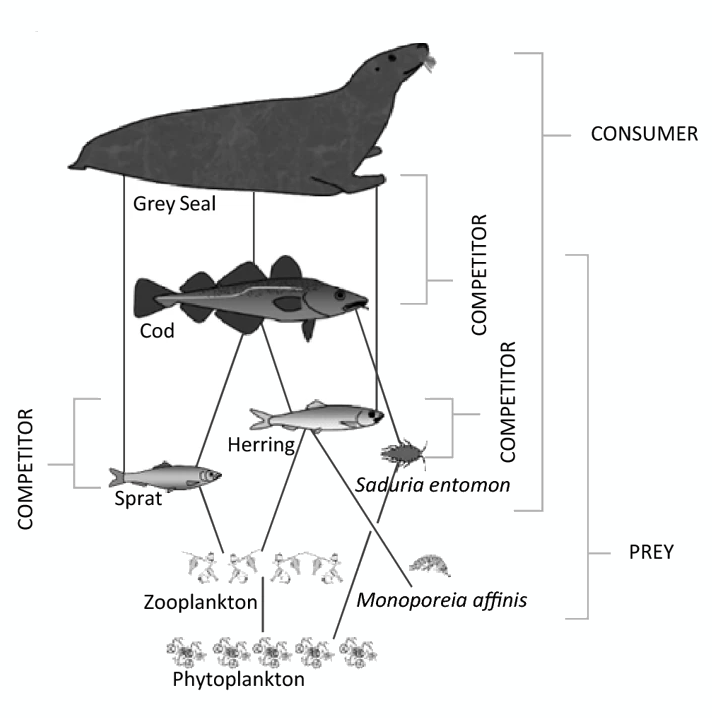
شبکه غذایی سنتی برای فک خاکستری در دریای بالتیک با چند زنجیره غذایی دریایی

به دلیل این وارونگی، این زئوپلانکتونها هستند که بیشتر زیست‌توده جانوران دریایی را تشکیل می‌دهند. به عنوان مصرف‌کنندگان اولیه، زئوپلانکتون‌ها پیوند حیاتی بین تولیدکنندگان اولیه (عمدتاً فیتوپلانکتون) و بقیه شبکه غذایی دریایی (مصرف‌کنندگان ثانویه) هستند.